# Ballancourt-sur-Essonne
Ballancourt-sur-Essonne (prononcé [balɑ̃kuʁ syʁ esɔn] ) est une commune française située dans le département de l'Essonne en région Île-de-France.
Ses habitants sont appelés les Ballancourtois.

## Géographie

### Situation

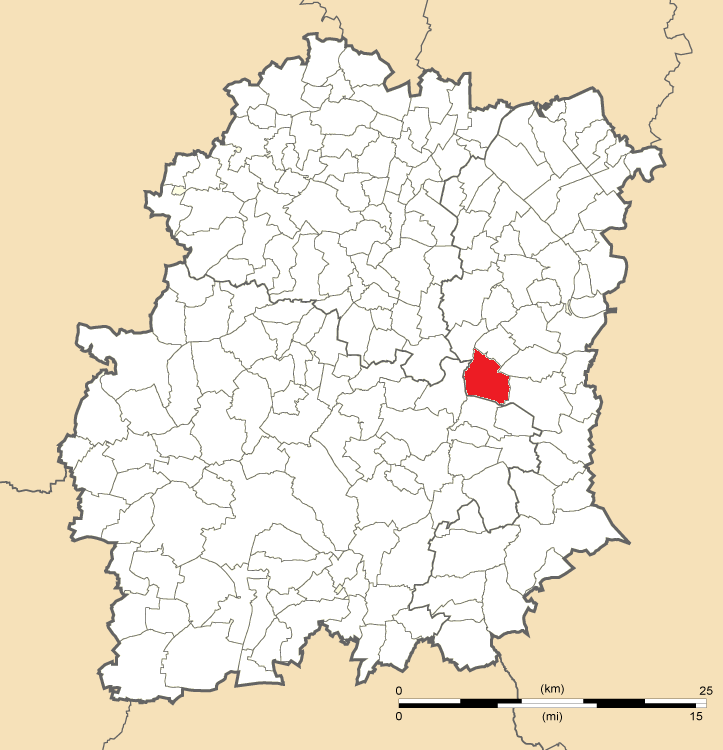
Position de Ballancourt-sur-Essonne en Essonne.

Ballancourt-sur-Essonne est située à trente-sept kilomètres au sud-est de Paris-Notre-Dame, point zéro des routes de France, treize kilomètres au sud-ouest d'Évry, cinq kilomètres au nord-est de La Ferté-Alais, douze kilomètres au sud-ouest de Corbeil-Essonnes, douze kilomètres au sud-est d'Arpajon, quinze kilomètres au sud-est de Montlhéry, quinze kilomètres au nord-ouest de Milly-la-Forêt, vingt kilomètres au nord-est d'Étampes, vingt-trois kilomètres au sud-est de Palaiseau, vingt-sept kilomètres à l'est de Dourdan.

### Hydrographie, relief et géologie

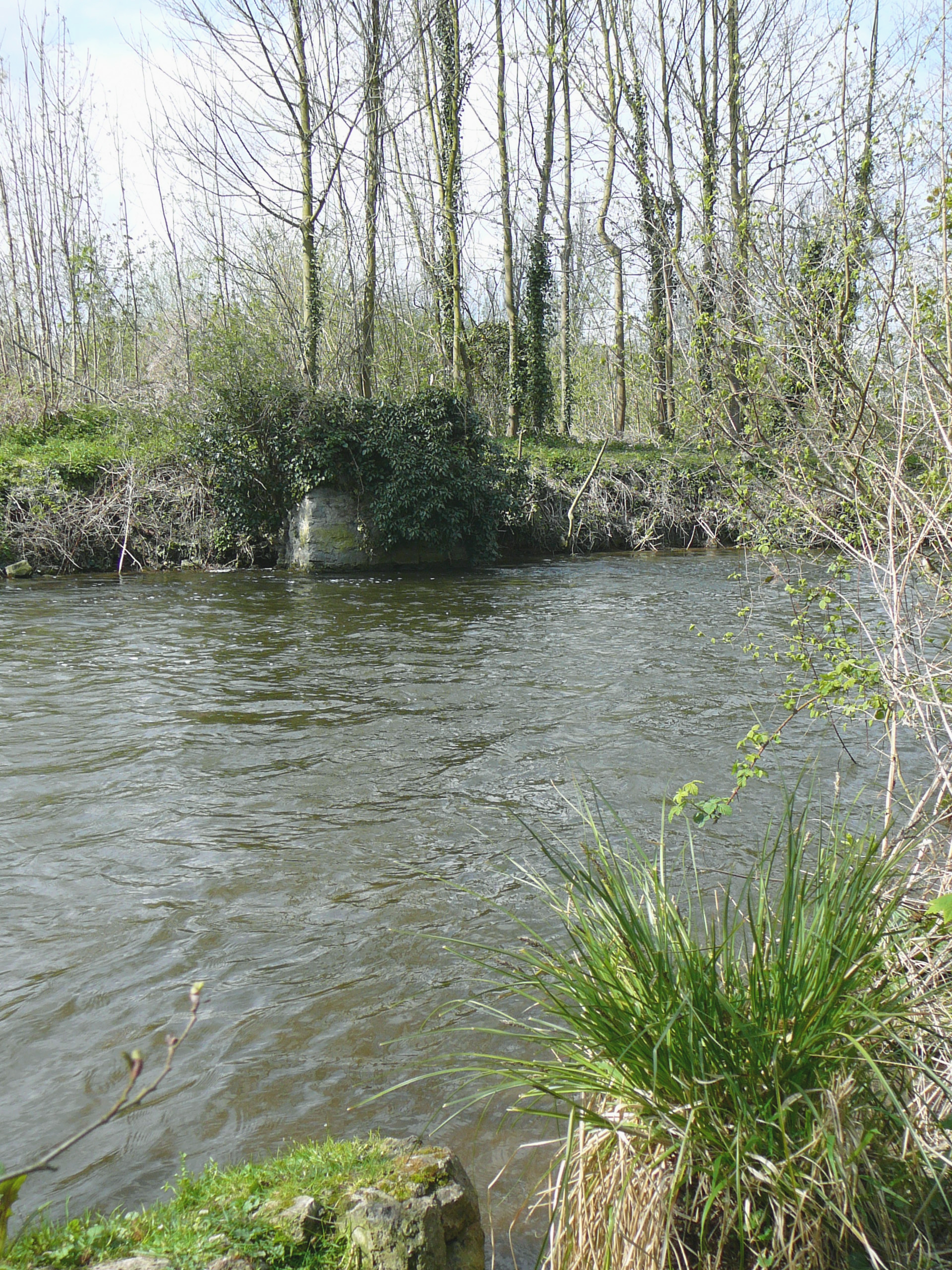
L'Essonne à Ballancourt-sur-Essonne.

La rivière Essonne longe la commune à l'ouest de son territoire sur 2 km.
Le ru de l'Aunette, en partie souterrain et alimentant un ancien lavoir, traverse dans la longueur la ville pour se jeter dans l'Essonne. L'étang des Hirondelles est séparé par une fine bande de terre de l'Essonne et s'étend à l'ouest du territoire communal, à la limite avec Itteville.
La Juine rejoint l'Essonne à l'extrémité nord-ouest du territoire de la commune.
Ballancourt-sur-Essonne est bordée à l'est par les coteaux séparant les plateaux géologiques de la Brie et de la Beauce.

### Communes limitrophes
| Vert-le-Petit | Fontenay-le-Vicomte     | Chevannes  |
|               | Ballancourt-sur-Essonne |            |
| Itteville     | Baulne                  | Champcueil |

### Voies de communication et transports

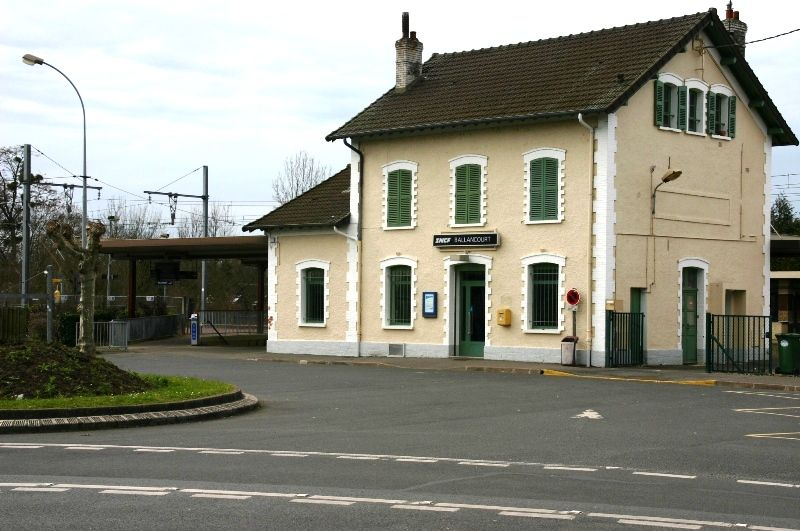
La gare de Ballancourt.

La ville est principalement desservies par les lignes de bus régulières 4301 (ex 201 et 204) et 4303 (ex 203) du réseau de bus Essonne Sud Est.
Les lignes scolaires 4321 (ex 221), 4324 (ex 224), 4325 (ex 225) et 4326 (ex 226) du réseau de bus Essonne Sud Est.
La commune dispose sur son territoire de la gare de Ballancourt sur la ligne de Villeneuve-Saint-Georges à Montargis desservie par la ligne D du RER d'Île-de-France.

### Climat
Pour des articles plus généraux, voir Climat de l'Île-de-France et Climat de l'Essonne.
En 2010, le climat de la commune est de type climat océanique dégradé des plaines du Centre et du Nord, selon une étude du CNRS s'appuyant sur une série de données couvrant la période 1971-2000. En 2020, Météo-France publie une typologie des climats de la France métropolitaine dans laquelle la commune est exposée à un climat océanique altéré et est dans la région climatique Sud-ouest du bassin Parisien, caractérisée par une faible pluviométrie, notamment au printemps (120 à 150 mm) et un hiver froid (3,5 °C). 
Pour la période 1971-2000, la température annuelle moyenne est de 11,2 °C, avec une amplitude thermique annuelle de 15,5 °C. Le cumul annuel moyen de précipitations est de 666 mm, avec 11 jours de précipitations en janvier et 7,5 jours en juillet. Pour la période 1991-2020, la température moyenne annuelle observée sur la station météorologique la plus proche, située dans la commune de Nainville-les-Roches à 8 km à vol d'oiseau, est de 11,5 °C et le cumul annuel moyen de précipitations est de 702,3 mm,. Pour l'avenir, les paramètres climatiques de la commune estimés pour 2050 selon différents scénarios d'émission de gaz à effet de serre sont consultables sur un site dédié publié par Météo-France en novembre 2022.

## Urbanisme

### Typologie
Au 1er janvier 2024, Ballancourt-sur-Essonne est catégorisée centre urbain intermédiaire, selon la nouvelle grille communale de densité à sept niveaux définie par l'Insee en 2022.
Elle appartient à l'unité urbaine de Ballancourt-sur-Essonne, une agglomération intra-départementale regroupant trois  communes, dont elle est ville-centre,,. Par ailleurs la commune fait partie de l'aire d'attraction de Paris, dont elle est une commune de la couronne,. Cette aire regroupe 1 929 communes,.

### Occupation des solssimplifiée
Le territoire de la commune se compose en 2017 de 73,23 % d'espaces agricoles, forestiers et naturels, 4,43 % d'espaces ouverts artificialisés et 22,33 % d'espaces construits artificialisés.

### Lieux-dits et écarts
La commune compte 60 lieux-dits administratifs répertoriés consultables ici

## Toponymie
La commune fut créée avec le simple nom de Ballancourt, la mention de la rivière l'Essonne ne fut ajoutée qu'en 1958.

## Histoire
À la Belle Époque, une papeterie y était installée, et une grève y éclata à l'été 1908, sous Clemenceau. Des ouvriers qui avaient formé un syndicat avaient été mis à pied, et la grève, contemporaine de la grève de Draveil-Villeneuve-Saint-Georges, revendiquait le droit de se syndiquer.
Pendant la Première Guerre mondiale, madame de Bourbon Busset accueillit un Hôpital auxiliaire pour convalescents militaires (HACM).
La commune est libérée de l'occupation allemande le 22 août 1944 par la 7e division blindée américaine[réf. nécessaire].

## Politique et administration

### Politique locale
La commune de Ballancourt-sur-Essonne est rattachée au canton de Mennecy, à l'arrondissement d'Évry et à la deuxième circonscription de l'Essonne.
La commune de Ballancourt-sur-Essonne est enregistrée au répertoire des entreprises sous le code SIREN 219 100 450. Son activité est enregistrée sous le code APE 8411Z.

### Liste des maires
| Période                                  | Période                   | Identité                                                      | Étiquette | Qualité |
| ---------------------------------------- | ------------------------- | ------------------------------------------------------------- | --------- | --- |
| Les données manquantes sont à compléter. |                           |                                                               |           | |
| 1919                                     | 1945                      | Comte François de Bourbon Busset                              |           | Officier de carrière et tireur sportif français |
| 1945                                     | octobre 1947              | Roland Tissier                                                |           | |
| octobre 1947                             | mai 1953                  | Édouard Mouillade                                             |           | |
| mai 1953                                 | 1956                      | Roland Tissier                                                |           | |
| 1956                                     | mars 1965                 | Jacques de Bourbon Busset, Fils de François de Bourbon Busset | SE        | Ancien diplomate, homme de lettres Membre de l'Académie Française                                                                                      |
| mars 1965                                | mars 1982                 | Jean Boulle                                                   | SE        | |
| mars 1982                                | octobre 1998 (décès)      | Christian Imbert                                              | DVD       | Physicien |
| octobre 1998                             | mars 2014                 | Charles de Bourbon Busset, Fils de Jacques de Bourbon Busset  | DVD       | Ingénieur informaticien Adjoint au maire (1983 → 1998)                                                                                                 |
| mars 2014                                | En cours (au 23 mai 2020) | Jacques Mione                                                 | DVD       | Éditeur retraité, ancien journaliste Premier adjoint au maire (2008 → 2014) 8e vice-président de la CC du Val d'Essonne Réélu pour le mandat 2020-2026 |

### Tendances et résultats politiques
Élections présidentielles, résultats des deuxièmes tours :
- Élection présidentielle de 2002 : 84,96 % pour Jacques Chirac (RPR), 15,04 % pour Jean-Marie Le Pen (FN), 81,01 % de participation[35].
- Élection présidentielle de 2007 : 57,81 % pour Nicolas Sarkozy (UMP), 42,19 % pour Ségolène Royal (PS), 85,03 % de participation[36].
- Élection présidentielle de 2012 : 52,17 % pour Nicolas Sarkozy (UMP), 47,83 % pour François Hollande (PS), 80,48 % de participation[37].
- Élection présidentielle de 2017 : 59,22 % pour Emmanuel Macron (LREM), 40,78 % pour Marine Le Pen (FN), 76,24 % de participation.

Élections législatives, résultats des deuxièmes tours :
- Élections législatives de 2002 : 57,88 % pour Franck Marlin (UMP), 42,12 % pour Gérard  Lefranc (PCF), 59,33 % de participation[38].
- Élections législatives de 2007 : 49,07 % pour Franck Marlin (UMP), 21,66 % pour Marie-Agnès Labarre (PS), 61,00 % de participation[39].
- Élections législatives de 2012 : 52,30 % pour Franck Marlin (UMP), 47,70 % pour Béatrice Pèrié (PS), 52,12 % de participation[40].
- Élections législatives de 2017 : 56,91 % pour Franck Marlin (LR), 43,09 % pour Daphné Ract-Madoux (MoDem), 39,27 % de participation.

Élections européennes, résultats des deux meilleurs scores :
- Élections européennes de 2004 : 25,34 % pour Harlem Désir (PS), 14,66 % pour Patrick Gaubert (UMP), 42,60 % de participation[41].
- Élections européennes de 2009 : 27,75 % pour Michel Barnier (UMP), 16,22 % pour Daniel Cohn-Bendit (Les Verts), 39,07 % de participation[42].
- Élections européennes de 2014 : 25,95 % pour Aymeric Chauprade (FN), 18,09 % pour Alain Lamassoure (UMP), 38,49 % de participation[43].
- Élections européennes de 2019 : 25,10 % pour Jordan Bardella (RN), 20,10 % pour Nathalie Loiseau (LREM), 49,84 % de participation.

Élections régionales, résultats des deux meilleurs scores :
- Élections régionales de 2004 : 48,90 % pour Jean-Paul Huchon (PS), 37,26 % pour Jean-François Copé (UMP), 66,29 % de participation[44].
- Élections régionales de 2010 : 57,31 % pour Jean-Paul Huchon (PS), 42,69 % pour Valérie Pécresse (UMP), 45,45 % de participation[45].
- Élections régionales de 2015 : 39,02 % pour Valérie Pécresse (LR), 35,80 % pour Claude Bartolone (PS), 57,22 % de participation.

Élections cantonales et départementales, résultats des deuxièmes tours :
- Élections cantonales de 2001 : données manquantes.
- Élections cantonales de 2008 : 60,24 % pour Patrick Imbert (UMP), 39,76 % pour Christian Richomme (PS), 43,33 % de participation[46].
- Élections départementales de 2015 : 43,89 % pour Patrick Imbert et Caroline Parâtre (UMP), 28,40 % pour Marie-France Lasfargues et Patrick Polverelli (EELV), 27,71 % pour Valérie Girard et Julien Schénardi (FN), 47,19 % de participation.

Élections municipales, résultats des deuxièmes tours :
- Élections municipales de 2001 : données manquantes.
- Élections municipales de 2008 : 65,58 % pour Charles De Bourbon-Busset (DVD) élu au premier tour, 34,42 % pour Bernard Montagne (DVG), 57,61 % de participation[47].
- Élections municipales de 2014 : 44,56 % pour Jacques Mione (DVD), 34,59 % pour Bertrand Dunos (SE), 10,65 % pour Franck Sailleau (FN), 10,19 % pour Géraldine Grillat (DVD), 58,42 % de participation.
- Élections municipales de 2020 : 63,63 % pour Jacques Mione (DVD) élu au premier tour, 36,36 % pour Marc Nicol (SE), 40,30 % de participation.

Référendums :
- Référendum de 2000 relatif au quinquennat présidentiel : 75,72 % pour le Oui, 24,28 % pour le Non, 30,14 % de participation[48].
- Référendum de 2005 relatif au traité établissant une Constitution pour l'Europe : 56,00 % pour le Non, 44,00 % pour le Oui, 70,49 % de participation[49].

## Population et société

### Démographie

#### Évolution démographique
L'évolution du nombre d'habitants est connue à travers les recensements de la population effectués dans la commune depuis 1793. Pour les communes de moins de 10 000 habitants, une enquête de recensement portant sur toute la population est réalisée tous les cinq ans, les populations de référence des années intermédiaires étant quant à elles estimées par interpolation ou extrapolation. Pour la commune, le premier recensement exhaustif entrant dans le cadre du nouveau dispositif a été réalisé en 2004.

En 2022, la commune comptait 7 795 habitants, en évolution de +2,2 % par rapport à 2016 (Essonne : +2,89 %, France hors Mayotte : +2,11 %).
| 1793 | 1800 | 1806 | 1821 | 1831 | 1836 | 1841 | 1846  | 1851  |
| ---- | ---- | ---- | ---- | ---- | ---- | ---- | ----- | ----- |
| 500  | 663  | 701  | 712  | 795  | 846  | 959  | 1 029 | 1 187 |

| 1856  | 1861  | 1866  | 1872  | 1876  | 1881  | 1886  | 1891  | 1896  |
| ----- | ----- | ----- | ----- | ----- | ----- | ----- | ----- | ----- |
| 1 182 | 1 245 | 1 405 | 1 160 | 1 203 | 1 257 | 1 325 | 1 370 | 1 548 |

| 1901  | 1906  | 1911  | 1921  | 1926  | 1931  | 1936  | 1946  | 1954  |
| ----- | ----- | ----- | ----- | ----- | ----- | ----- | ----- | ----- |
| 1 771 | 1 802 | 1 910 | 1 732 | 1 956 | 2 158 | 2 136 | 2 002 | 2 220 |

| 1962  | 1968  | 1975  | 1982  | 1990  | 1999  | 2004  | 2006  | 2009  |
| ----- | ----- | ----- | ----- | ----- | ----- | ----- | ----- | ----- |
| 2 825 | 3 477 | 5 025 | 5 549 | 6 174 | 6 273 | 6 869 | 7 123 | 7 315 |

| 2014  | 2019  | 2022  | - | - | - | - | - | - |
| ----- | ----- | ----- | - | - | - | - | - | - |
| 7 509 | 7 593 | 7 795 | - | - | - | - | - | - |

#### Pyramide des âges
En 2018, le taux de personnes d'un âge inférieur à 30 ans s'élève à 35,6 %, soit en dessous de la moyenne départementale (39,9 %). À l'inverse, le taux de personnes d'âge supérieur à 60 ans est de 24,9 % la même année, alors qu'il est de 20,1 % au niveau départemental.
En 2018, la commune comptait 3 637 hommes pour 3 958 femmes, soit un taux de 52,11 % de femmes, légèrement supérieur au taux départemental (51,02 %).
Les pyramides des âges de la commune et du département s'établissent comme suit.
| Hommes | Classe d’âge | Femmes |
| ------ | ------------ | ------ |
| 0,7    | 90 ou +      | 1,7    |
| 6,6    | 75-89 ans    | 9,6    |
| 15,2   | 60-74 ans    | 15,8   |
| 22,0   | 45-59 ans    | 21,4   |
| 17,3   | 30-44 ans    | 18,3   |
| 18,7   | 15-29 ans    | 15,2   |
| 19,5   | 0-14 ans     | 18,0   |

| Hommes | Classe d’âge | Femmes |
| ------ | ------------ | ------ |
| 0,5    | 90 ou +      | 1,4    |
| 5,4    | 75-89 ans    | 7,2    |
| 12,9   | 60-74 ans    | 13,9   |
| 20     | 45-59 ans    | 19,4   |
| 19,9   | 30-44 ans    | 20,1   |
| 20     | 15-29 ans    | 18,2   |
| 21,3   | 0-14 ans     | 19,8   |

### Enseignement
La commune est intégrée au secteur de l'académie de Versailles. Les élèves de la commune sont scolarisés dans les écoles maternelles publiques Saint-Martin, Croix-Boissé et Pasteur, l'école élémentaire publique Jules-Ferry et l'école primaire Saint-Martin et enfin, dans le collège du Saussay. Les étudiants doivent continuer leurs études dans les lycées de Mennecy, Corbeil-Essonnes ou Évry. Deux associations de parents d'élèves sont présentes dans la commune. Les jeunes enfants, de 3 mois à moins de 4 ans, sont accueillis au sein de la halte garderie La Poussinette et de l'espace multi-accueil petite enfance Les P'tits Mousses.

### Santé
La commune dispose d'un établissement d'hébergement pour personnes âgées dépendantes sur son territoire. Les centres hospitaliers de Corbeil-Essonnes et Évry traitent les urgences du canton. Trois médecins et huit chirurgiens-dentistes exercent dans la commune. Trois pharmacies y sont installées, ainsi que quatre masseurs kinésithérapeutes, deux orthophonistes, orthoptistes, psychologues et radiologues, sept infirmières et un laboratoire d'analyse. La commune dispose aussi de deux maisons de repos.

### Services publics
La commune dispose d'une brigade de gendarmerie nationale et d'un centre d'incendie et de secours de sapeurs-pompiers volontaires. Elle accueille aussi une agence postale.

### Culture
La commune dispose pour ses activités culturelles d'une médiathèque, d'une salle des fêtes, d'un mille-club, et d'un espace multiculturel comprenant un cinéma et une salle de spectacle. Un conservatoire à rayonnement communal de musique et de danse permet la pratique de la musique, de la danse et du théâtre à tous niveaux, de l'éveil aux personnes confirmées. Dix associations à but culturel œuvrent dans la commune.

### Sports
La commune dispose d'un certain nombre d'équipements sportifs. On trouve un gymnase, un stade tous deux municipaux et un roller park. Sur le gymnase coexistent les associations sportives d'aïkido-kendo, de gymnastique, de judo, de handball, de karaté, de Taijitsu, de twirling bâton, de tennis de table et enfin de volley-ball. Le stade municipal est partagé par les associations de football, rugby à XV et de pétanque. Dans le gymnase et à côté, des courts de tennis permettent aux licenciés de pratiquer ce sport. Le poney club permet de découvrir ou de pratiquer, pour les jeunes et les moins jeunes, l'équitation. Enfin on retrouve aussi les associations sportives de roller et de VTT, qui, pour ce dernier, profite des reliefs et des forêts environnants.

### Lieux de culte

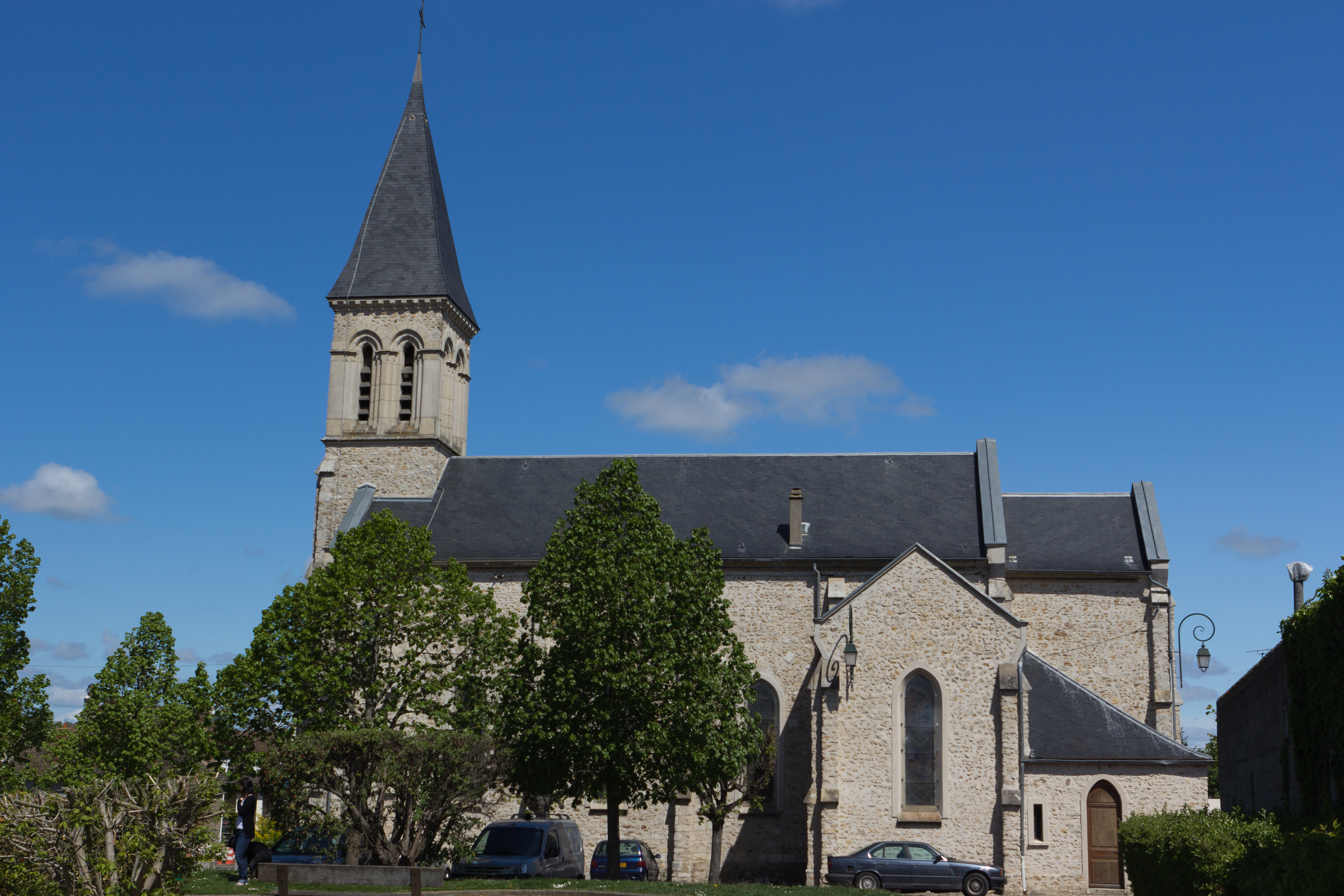
L'église Saint-Martin.

La paroisse catholique de Ballancourt-sur-Essonne est attachée au secteur pastoral de La Ferté-Alais-Val d'Essonne et au diocèse d'Évry-Corbeil-Essonnes. Elle dispose d'une église dédiée à saint Martin.

### Médias
Ballancourt-sur-Essonne est située dans la zone d'émission des chaînes de télévision régionales France 3 Paris Île-de-France Centre, IDF1 et Télif. L'hebdomadaire Le Républicain relate les informations concernant le Val d'Essonne. La commune reçoit aussi la radio de l'Essonne, EFM.

## Économie
Un marché est organisé les jeudis et dimanches matin. La commune comprend la Z.A Les Gros et la Z.A.C. De L'Aunaie (où sont situées diverses grandes surfaces).

### Emplois, revenus et niveau de vie en 2010
En 2010, le revenu fiscal médian par ménage était de 38 418 €, ce qui plaçait Ballancourt-sur-Essonne au 3 445e rang parmi les 31 525 communes de plus de 39 ménages en métropole.
| Répartition des emplois par catégories socioprofessionnelles en 2006. |              |                                           |                                                   |                            |                          |                           |
|                                                                       | Agriculteurs | Artisans, commerçants, chefs d’entreprise | Cadres et professions intellectuelles supérieures | Professions intermédiaires | Employés                 | Ouvriers                  |
| Ballancourt-sur-Essonne                                               | 1,0 %        | 7,5 %                                     | 12,1 %                                            | 25,0 %                     | 36,4 %                   | 18,0 %                    |
| Zone d’emploi d’Évry                                                  | 0,3 %        | 4,0 %                                     | 20,2 %                                            | 29,6 %                     | 28,2 %                   | 17,7 %                    |
| Moyenne nationale                                                     | 2,2 %        | 6,0 %                                     | 15,4 %                                            | 24,6 %                     | 28,7 %                   | 23,2 %                    |
| Répartition des emplois par secteurs d’activités en 2006.             |              |                                           |                                                   |                            |                          |                           |
|                                                                       | Agriculture  | Industrie                                 | Construction                                      | Commerce                   | Services aux entreprises | Services aux particuliers |
| Ballancourt-sur-Essonne                                               | 1,9 %        | 5,0 %                                     | 11,3 %                                            | 12,5 %                     | 7,8 %                    | 9,5 %                     |
| Zone d’emploi d’Évry                                                  | 0,9 %        | 13,5 %                                    | 5,4 %                                             | 14,6 %                     | 16,2 %                   | 6,9 %                     |
| Moyenne nationale                                                     | 3,5 %        | 15,2 %                                    | 6,4 %                                             | 13,3 %                     | 13,3 %                   | 7,6 %                     |
| Sources : Insee,                                                      |              |                                           |                                                   |                            |                          |                           |

## Culture locale et patrimoine

### Patrimoine environnemental
Les berges de l'Essonne et les bois à l'est du territoire communal ont été recensés au titre des espaces naturels sensibles par le conseil départemental de l'Essonne.

### Patrimoine architectural
- Le château du Saussay du XVIIe siècle et son parc ont été inscrits aux monuments historiques le 19 janvier 1951[71],[72].
- Les roches du Père La Musique, roches gravées par un habitant de Ballancourt, Louis Guerton, au milieu du XIXe siècle. Le parcours est fléché depuis la partie nord-est du GR11.
- La chapelle Saint-Blaise.
- L'église Saint-Martin.
- La maison et le parc sauvage de Madame Chaumerdiac situés au 12, rue Pasteur.
- Le monument aux morts de 1914-1918 est l'œuvre du sculpteur Émile Guillaume.

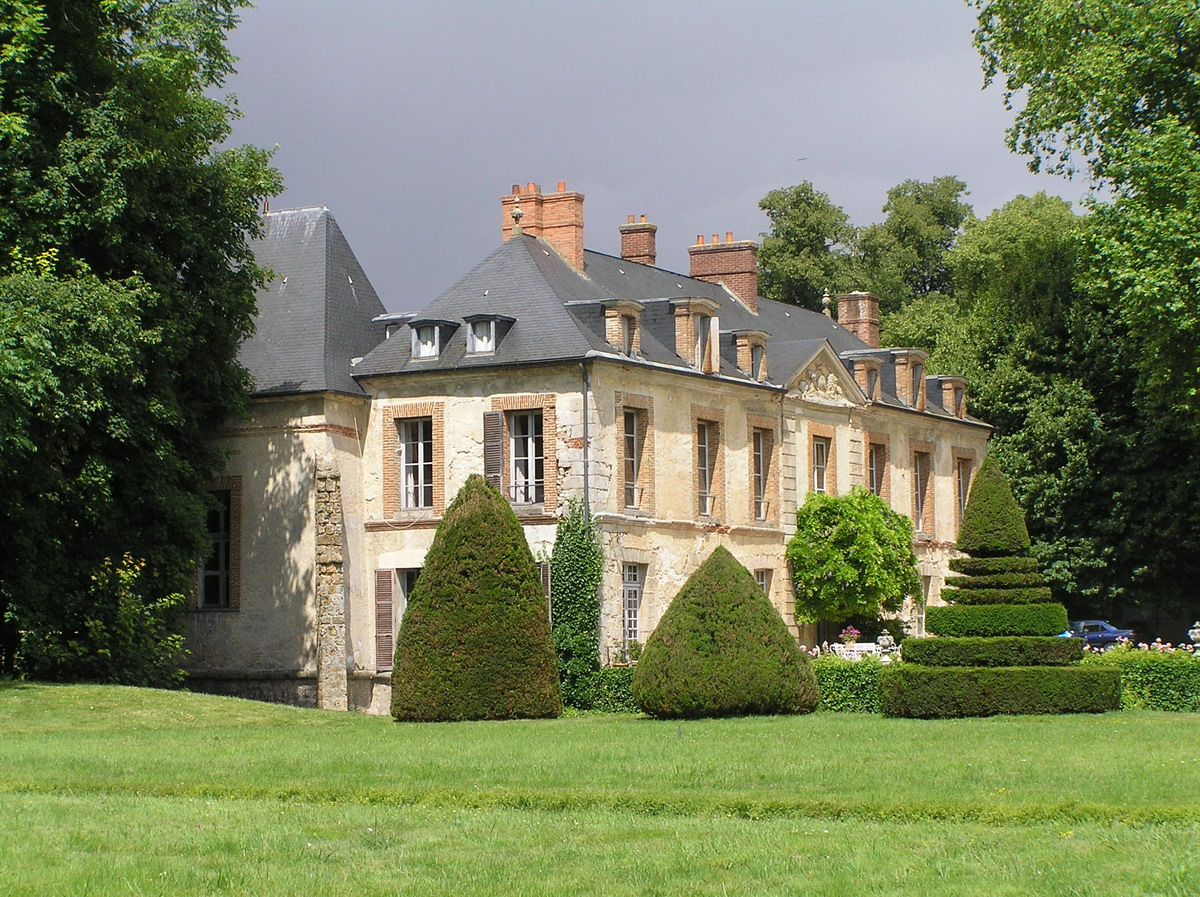
Le château du Saussay.
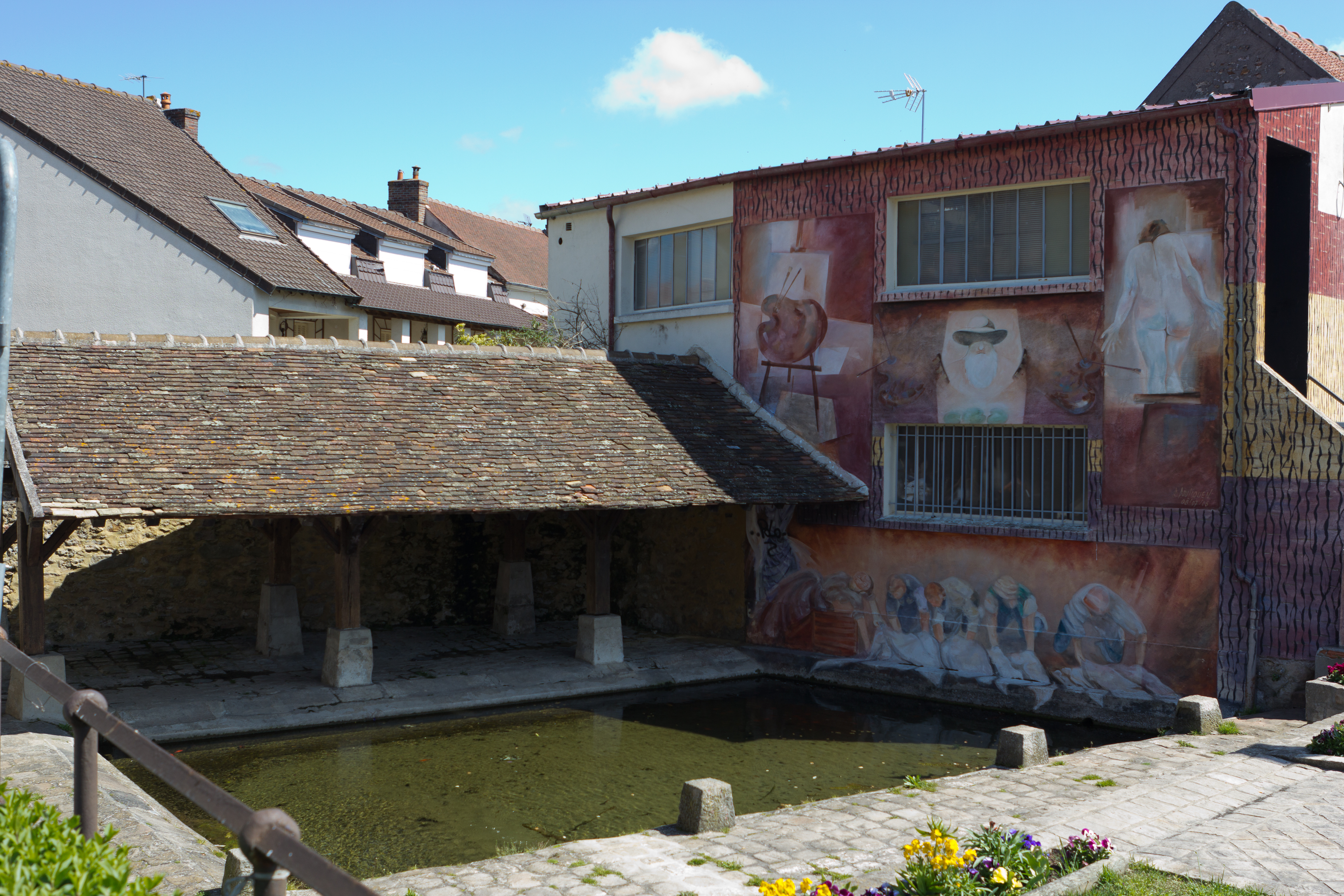
Le lavoir.

### Personnalités liées à la commune
Différents personnages publics sont nés, décédés ou ont vécu à Ballancourt-sur-Essonne :
- Olivier Le Daim (1428-1484), conseiller du roi Louis XI, y vécut ;
- Jean-Baptiste de Gaumont (1663-1750), intendant des finances de 1722 à 1735, y vécut ;
- Jean Baptiste Camille de Canclaux (1740-1817), général d'Empire et pair de France, y vécut ;
- Auguste François-Marie de Colbert-Chabanais (1777-1809), général d'Empire, y vécut ;
- Maurice de Canonge (1894-1978), acteur, réalisateur et scénariste, y vécut et y mourut ;
- Jacques de Bourbon Busset (1912-2001), écrivain et diplomate, en fut maire ;
- Christian Imbert (1937-1998), physicien, en fut maire ;
- Frédéric Lerner (1972-), chanteur, y vécut.
- Jean Rolland (1927-2015), romancier et parolier, y vécut.
- Luc Templier (1954) écrivain et artiste, y vécut.

### Héraldique et logotype

Logo.

| Blason de Ballancourt-sur-Essonne | Blason  | D'azur à deux épis de blé d'or passés en sautoir, cantonnés de quatre poissons d'argent, à l'écusson de gueules à la croix de Malte d'argent brochant en abîme. |
| Blason de Ballancourt-sur-Essonne | Détails | La commune s'est en outre dotée d'un logotype. |

### Ballancourt-sur-Essonne dans les arts et la culture
- Ballancourt-sur-Essonne et notamment le château du Saussay ont servi de lieu de tournage pour le téléfilm Joseph Balsamo d'André Hunebelle diffusé en 1973, du film Les Liaisons dangereuses de Stephen Frears sorti en 1988[73] et du téléfilm Balzac de Josée Dayan diffusé en 1999[74],[75].
- Le village a servi de décor au film L'Attentat d'Yves Boisset avec Jean-Louis Trintignant et Michel Piccoli en 1973.